# Nieuport
Ньєпо́р (фр. Nieuport), пізніше Ньєпор-Делаж (фр. Nieuport-Delage) — французька авіабудівна компанія, що існувала в період з 1902 по 1932 рік. До Першої світової війни виробляла спортивні літаки, під час і після війни — винищувачі. На винищувачах фірми літало багато льотчиків Антанти, зокрема французький ас Жорж Гінемер.

## Історія

### Початковий етап

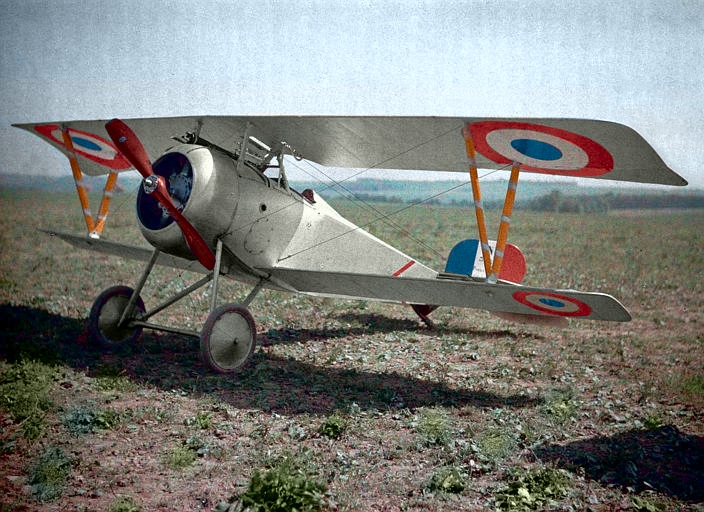
Ньєпор 17 °C.1 — винищувач часів Першої світової війни

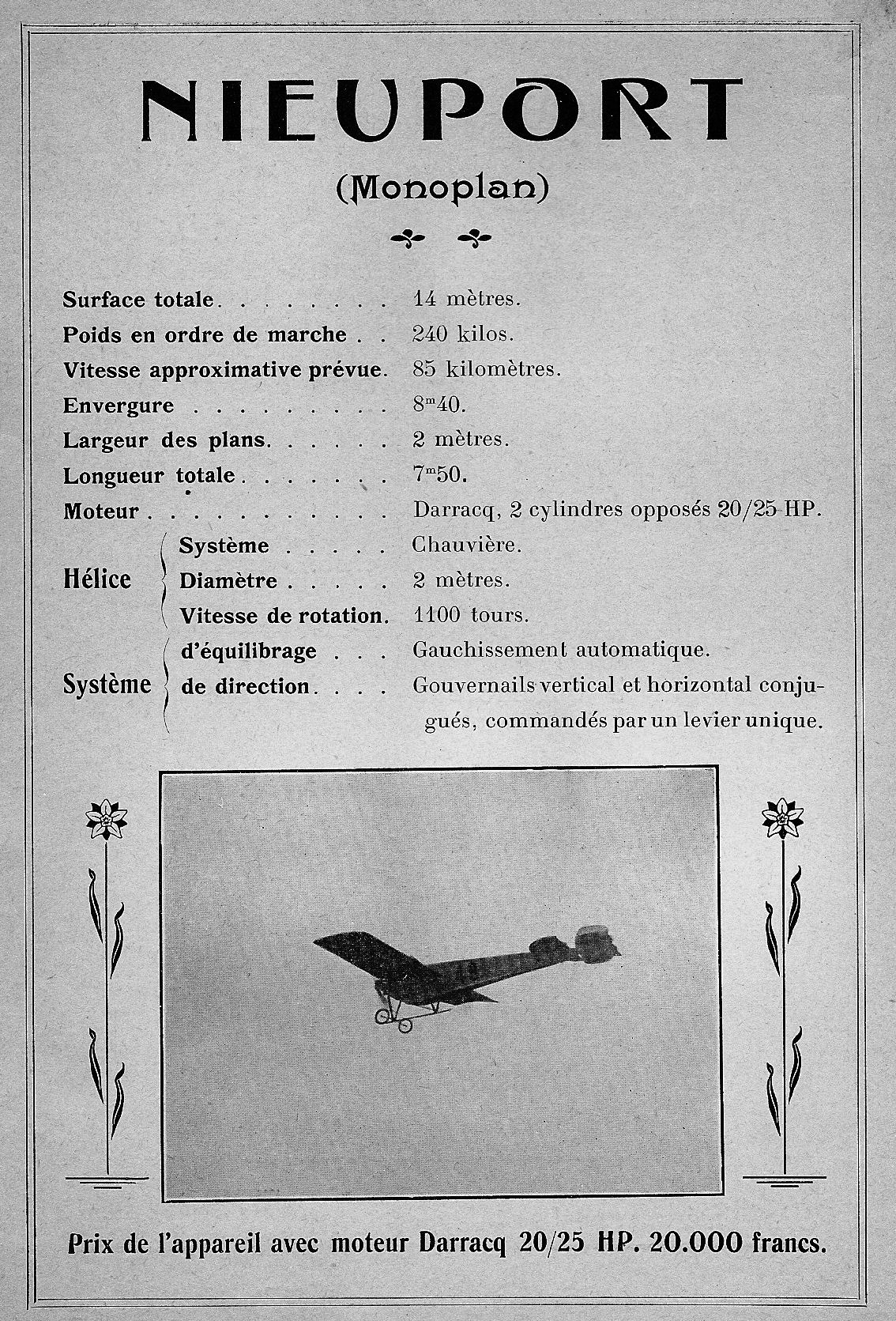
Каталог монопланів Ньєпор, близько 1911

Спочатку компанія була заснована під назвою «Ньєпор-Дюплекс» (фр. Nieuport-Duplex) 1902 року для виробництва деталей двигунів. 1909 року фірма стала називатися «Сосьєте Женераль д'Аеро-локомосьон» (фр. Société Générale d' Aéro-locomotion), та вийшла зі своєю продукцією (включаючи деталі систем запалювання) на ринок авіабудування. У цей час був створений перший літак фірми — слабкий одномісний моноплан, що невдовзі був знищений повінню. Другий літак злетів у кінці 1909 року. Він мав усі принципові особливості сучасних літаків, зокрема горизонтальне оперення, що створює негативну підйомну силу (тобто підйомна сила стабілізатора була спрямована вниз, а не вгору, як, наприклад, на літаках фірми Блеріо Еронотік (фр. Blériot Aéronautique)) — така схема видавалася більш безпечною. Літак також мав повністю закритий фюзеляж, який захищав льотчика від рухомих елементів конструкції.
1911 року компанія була переорієнтована безпосередньо на випуск літаків, хоча й продовжувала випускати всю номенклатуру окремих деталей, зокрема повітряні гвинти). З 1911 року компанія називається «Ньєпор е Деплант» (фр. Nieuport et Deplante).
1911 року Едуар Ньєпор (фр. Edouard Nieuport) (один з декількох братів) загинув, випавши з літака, і компанію очолив відомий ентузіаст розвитку авіації Анрі Дойч де ла Мерт (фр. Henri Deutsch de la Meurthe). За його головування назва змінилася на «Сосьєте Анонім дез Етабліссма Ньєпор» (фр. Société Anonyme des Établissements Nieuport), а розробка поточних проектів була продовжена, хоча Шарль Ньєпор (фр. Charles Nieuport) (другий за старшинством з братів) також загинув в іншій льотній пригоді (1912 року він зірвався в штопор), тож місце головного конструктора зайняв швейцарський інженер Франц Шнайдер (фр. Franz Schneider), більш відомий своїми роботами у його наступного наймача, німецької фірми, L.V.G., та затяжною боротьбою з Антоном Фоккером (нім. Anton Herman Gerard 'Anthony' Fokker) за патенти на синхронізатор для кулемета. Шнайдер покинув фірму «Nieuport» наприкінці 1913 року.

### Гюстав Делаж та Перша світова війна

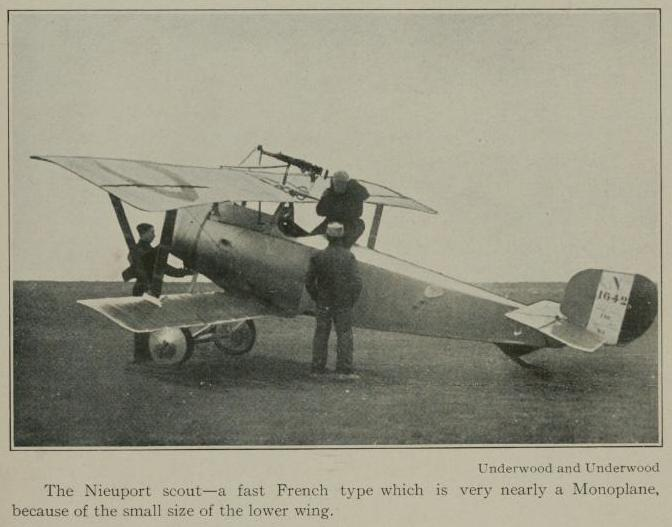
Винищувач Ньєпор 11

Після відходу Шнайдера головним конструктором у січні 1914 року став Гюстав Делаж (не має жодного відношення до автомобільної компанії Delage). Новий генеральний конструктор взявся за розробку гоночного півтораплана — різновиду біплана, нижнє крило якого має значно меншу хорду, ніж верхнє та являє собою однолонжеронною конструкцією, замість зазвичай поширенішої дволонжеронної. Цей літак не був готовий до початку Першої світової війни, але під назвою Nieuport 10 широко застосовувався повітряними силами Королівського військово-морського флоту (Royal Naval Air Service — R.N.A.S.) Великої Британії, а також французькими та російськими військово-повітряними силами. Льотні характеристики Ньєпор 10 і більш потужного Nieuport 12, який також був на озброєнні Королівського льотного корпусу (Royal Flying Corps — R.F.C.) були такі, що дозволяли застосовувати зазначені літаки як винищувачі. Поліпшивши конструкцію Ньєпора 10 і зменшивши його розміри, фірма Nieuport створила літак, спочатку розроблений як винищувач — Nieuport 11 (також відомий як «Ньєпор Бебе» (фр. bébé, досл. «немовля»).
До кінця 1917 року більшість літаків фірми мали компонувальну схему півтораплана, принципово аналогічну до Ньєпора 10, конструкція якої послідовно поліпшувалася: встановлювалися потужніші двигуни, крила більшого розмаху, удосконалювалася конструкція фюзеляжу; поки цей ряд не завершився появою Ньєпора 27. Ньєпори з V-подібними стійками потерпали від слабкості конструкції, притаманної схемі півтораплана, і потребували обережного пілотування, щоб уникнути поломок крила. До березня-квітня 1917 року півторапланна конструкція морально застаріла порівняно з новітнім німецьким Albatros D.III, і у військово-повітряних силах Франції літаки-півтороплани стали замінювати на SPAD S.VII. Більшість пізніших одномісних Ньєпорів використовувалися як навчальні літаки поглибленої льотної підготовки, а не бойові винищувачі, хоча кілька льотчиків, особливо Альбер Балл та Шарль Ненжессьє надавали перевагу літакам «Ньєпор». Льотчики Едвард Рікебакер та Вільям «Біллі» Бішоп здобули на літаках «Ньєпор» деякі зі своїх перших перемог.
Проект Nieuport 28 став для фірми Nieuport першим літаком з дволонжеронною конструкцією як верхнього, так і нижнього крил, хоча силовий набір залишився доволі слабким. Французькі ВПС вже вибрали SPAD S.XIII для заміни SPAD S.VII і випущені до цього моменту Ньєпор 28, здавалося, чекала доля тренувальних машин. Але через брак SPAD'ів S.XIII перші винищувальні ескадрильї Авіаційної служби Армії США (USAAS), отримали на озброєння Ньєпори 28. За час своєї недовгої служби в USAAS Ньєпор 28 став першим винищувачем, який застосовувався авіачастинами США в бою.

### Після Першої світової війни
До кінця 1918 року фірма випустила два нові типи: Ньєпор 29 і Ньєпор 31. 29-й відрізнявся від більш ранніх Ньєпорів обтічним дерев'яним фюзеляжем-монококом, двигуном Іспано-Суїза потужністю 300 к.с. та сильно розчаленою двостійковою біпланною коробкою. 31-й був монопланом, який виріс з того ж фюзеляжу, що і 28-й. Спеціально модифіковані варіанти Ньєпорів 29 і 31 встановили рекорди швидкості та висоти, а 31-й ще й став першим літаком, який перевищив швидкість 200 миль/год (320 км/год) в горизонтальному польоті (під керуванням Жозефа Саді-Леконта (фр. Joseph Sadi-Lecointe)).
1921 року фірма «Nieuport» поглинула компанію Société Astra, відому своїми повітряними кулями, після чого недовгий час називалася «Nieuport-Astra». Незабаром назва була змінена на «Nieuport-Delage» на честь заслуг головного конструктора, Гюстава Делажа, який провів компанію крізь воєнні роки. У цей час також була поглинена компанія Телльє (Tellier), яка виробляла гідролітаки.
Незважаючи на численні успіхи, продемонстровані Ньєпорами 29 і 31 у встановленні рекордів швидкості та висоти, Деляж швидко переключився на нову розробку — Nieuport-Delage NiD.42, яка заклала основу сімейства літаків, що залишалися на озброєнні аж до капітуляції Франції під час Другої світової війни.
Nieuport-Delage NiD 52 був прийнятий на озброєння в Іспанії та залишався до початку громадянської війни, хоча до цього часу вже був застарілим і був знятий з озброєння ще до кінця війни. Згодом Франція закупила багато літаків 62 серії (620, 621, 622, 629), які перебували на озброєнні більшості французьких винищувальних частин, поки не були замінені новими літаками в кінці 1930-х років. Незважаючи на те, що 62-я серія безнадійно застаріла, кілька французьких ескадрилей другої лінії ще були укомплектовані цими машинами під час вторгнення у Францію гітлерівських військ. Розроблялися й інші літаки, більшість з яких залишилася в одиничних екземплярах або їхня розробка не була закінчена.
Останні літаки, що розроблялися фірмою, здебільшого були закінчені фірмами-наступниками, оскільки 1933 року «Nieuport» об'єднався з підприємством «Луар» (фр. Ateliers et Chantiers de la Loire) та утворив компанію Луар-Ньєпор (фр. Loire-Nieuport), потім, у період злиттів у французькій авіапромисловості, 1936 року був перетворений в «Західну державну авіабудівну компанію» (фр. Société nationale des constructions aéronautiques de l'ouest — SNCAO). З цих літаків на озброєння був прийнятий лише Луар-Ньєпор LN.401 — одномісний однодвигуновий пікірувальник-моноплан з крилом «зворотна чайка», який робив його схожим на Junkers Ju 87.

### Ліквідація фірми Ньєпор
1932 року внаслідок примусових злиттів, що відбулися у французькій авіаційної промисловості, Делаж покинув фірму, і компанія «Nieuport-Delage», хоча і на короткий час, знову стала називатися «Nieuport», перш ніж стати «Loire-Nieuport» та потім повністю зникнути в SNCAO. Без досвідченого головного конструктора компанія не змогла, як раніше, розробляти успішні моделі літаків і майже повністю зникла перед Другою світовою війною. Врешті сама SNCAO була поглинена потужною корпорацією Аероспасьяль (Aérospatiale). Архіви компанії частково загинули під час Другої світової війни, а частина була спалена, щоб документи не потрапили до рук німців. Проте це не завадило німцям звинуватити кількох співробітників фірми в шпигунстві, оскільки останній літак, який носив назву Nieuport, був надзвичайно схожий на Junkers 87 — хоча на відміну від нього був одномісним і з шасі, що прибиралося.

## Продукція
- Nieuport II — одномісний спортивний моноплан
- Nieuport III — одномісний спортивний моноплан
- Nieuport IV — двомісний спортивний моноплан
- Nieuport VI — двомісний спортивний моноплан
- Nieuport VII — двомісний спортивний моноплан
- Nieuport VIII — двомісний спортивний моноплан
- Nieuport IX — двомісний спортивний моноплан
- Nieuport X — двомісний спортивний моноплан
- Nieuport 10 — спортивний біплан, пізніше широко застосовувався у військових цілях
- Nieuport 11 — винищувач-біплан. Перший винищувач «Ньєпора»
- Nieuport 12 — двомісний літак-корректировщик, розроблений на базі Nieuport 10
  - Nieuport 80 і 81 — навчальні версії Nieuport 12, оснащені 80-сильним двигуном
- Nieuport 14 — двомісний розвідувальний біплан
  - Nieuport 82 — навчальна версія Nieuport 14, оснащена 80-сильним двигуном
- Nieuport 15 — бомбардувальник-біплан
- Nieuport 16 — винищувач-біплан на базі Nieuport 11, оснащеного двигуном Le Rhône 9J
- Nieuport 17 — винищувач-біплан, конструктивно багато в чому аналогічний Nieuport 11, але з двигуном від Nieuport 16 і більшими крилами
- Nieuport 18
- Nieuport 20 — двомісний літак артилерійської коригування, розроблений на базі Nieuport 12
- Nieuport 21 — літак поглибленої льотної підготовки, варіант Nieuport 17 з малопотужним двигуном
- Nieuport 23 — винищувач-біплан, розвиток Nieuport 17
- Nieuport 24 — винищувач-біплан; покращена версія Nieuport 17. Перебував на озброєнні Франції, британського Королівського льотного корпусу (RFC), Повітряних сил Королівського військово-морського флоту (RNAS), (Імператорського військово-повітряного флоту Росії), Авіаційної служби Армії США і, після війни, в Японії і ще декількох країн.
- Nieuport 25 — винищувач-біплан; покращена версія Nieuport 17
- Nieuport 27 — винищувач-біплан кінця Першої світової війни — спочатку — остаточний варіант Nieuport 24.
- Nieuport 28 — винищувач-біплан кінця Першої світової війни — перший біплан Nieuport, виконаний не як полутороплан.
- Nieuport 29
- Nieuport 31
- Nieuport 32
- Nieuport 140
- Nieuport 160
- Nieuport Monoplan
- Nieuport Nightjar
- Nieuport Scout
- Nieuport-Delage NiD 29 — винищувач-біплан, що був на озброєнні Франції, Японії, Іспанії, Швеції, Таїланду, Аргентини, Італії та інших країн.
- Nieuport-Delage NiD 30T
- Nieuport-Delage NiD 31 — винищувач-моноплан
- Nieuport-Delage NiD 32
- Nieuport-Delage NiD 33
- Nieuport-Delage NiD 37
- Nieuport-Delage NiD 38
- Nieuport-Delage NiD 390
- Nieuport-Delage NiD 40R
- Nieuport-Delage NiD 42 — винищувач-півтороплан
- Nieuport-Delage NiD 43
- Nieuport-Delage NiD 44
- Nieuport-Delage NiD 46
- Nieuport-Delage NiD 48
- Nieuport-Delage NiD 50
- Nieuport-Delage NiD 52 — винищувач-півтороплан
- Nieuport-Delage NiD 540
- Nieuport-Delage NiD 560
- Nieuport-Delage NiD 570
- Nieuport-Delage NiD 580
- Nieuport-Delage NiD 590
- Nieuport-Delage NiD 60
- Nieuport-Delage NiD 62 — винищувач-півтороплан
- Nieuport-Delage NiD 640 або NiD-641
- Nieuport-Delage NiD 690
- Nieuport-Delage NiD 72
- Nieuport-Delage NiD 740
- Nieuport-Delage NiD 80
- Nieuport-Delage NiD 81
- Nieuport-Delage NiD 82
- Nieuport-Delage NiD 83
- Nieuport-Delage NiD 84
- Nieuport-Delage NiD 85
- Nieuport-Delage NiD 940
- Nieuport-Delage NiD 120 подібний до NiD.125
- Nieuport-Delage NiD 225
- Nieuport & General B.N.1
- Nieuport & General Nighthawk
- Loire-Nieuport LN.40 — одномісний одномоторний пікірувальник з крилом типу «зворотна чайка».

## Галерея

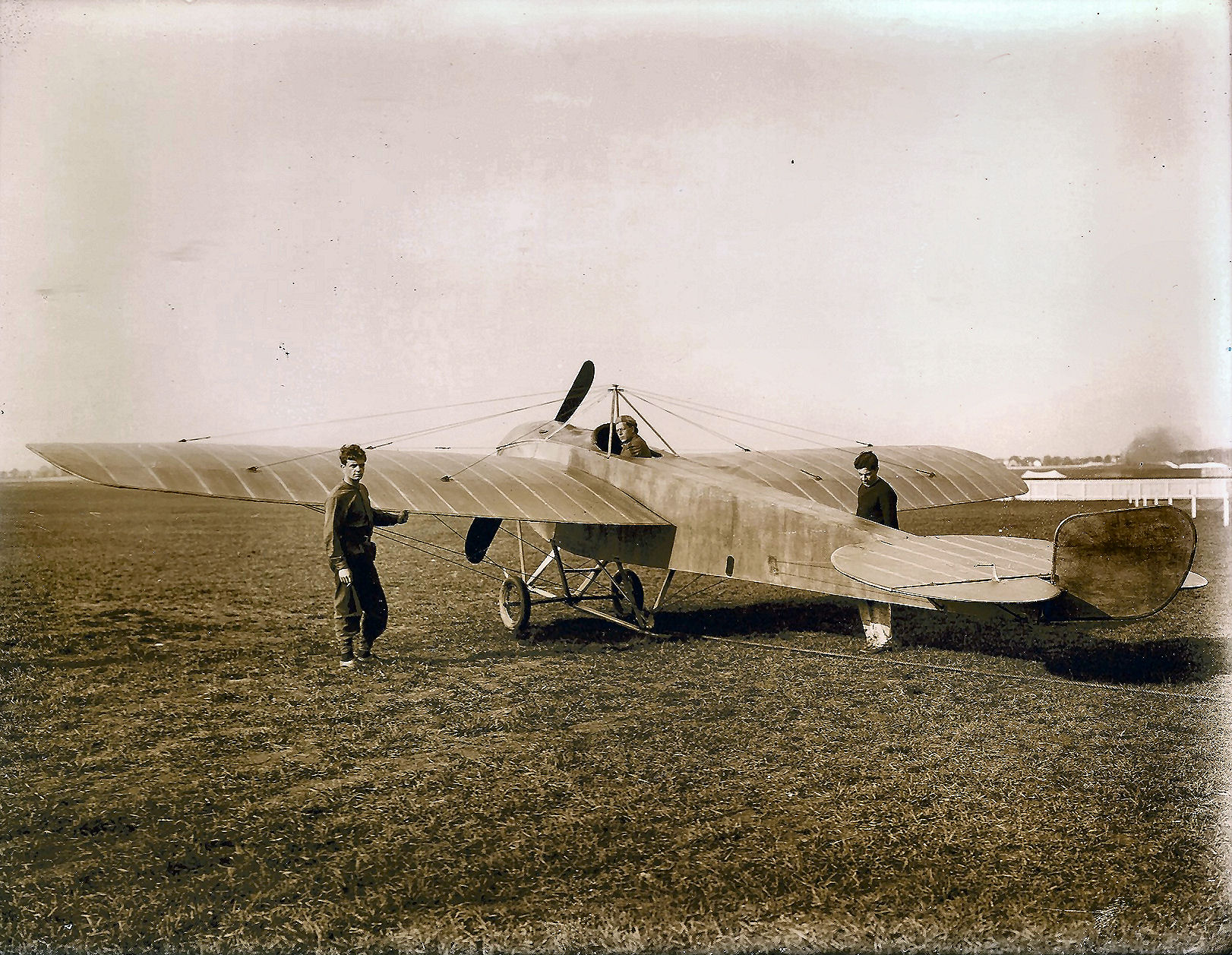
Nieuport IV.G
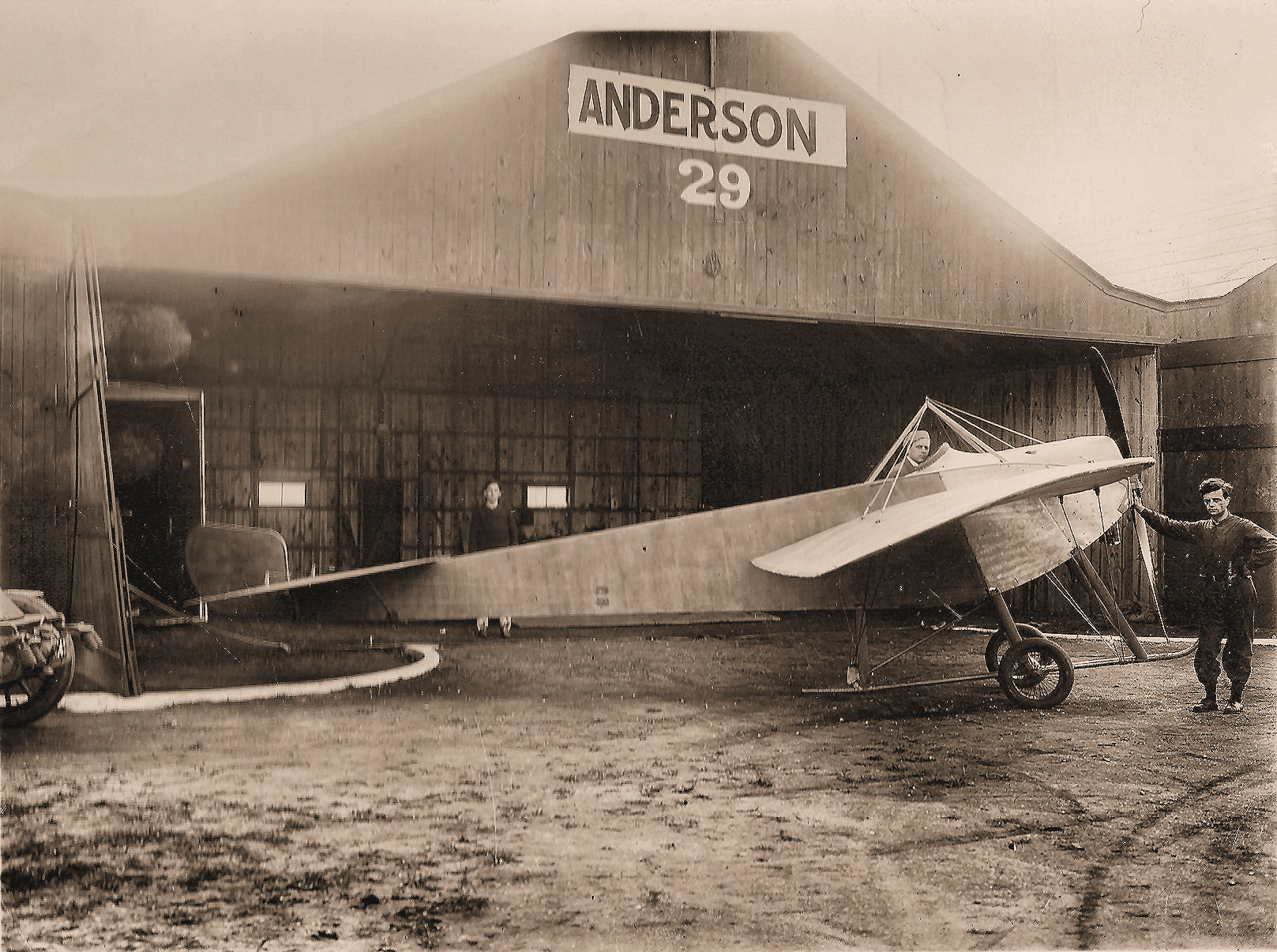
Nieuport IV.G
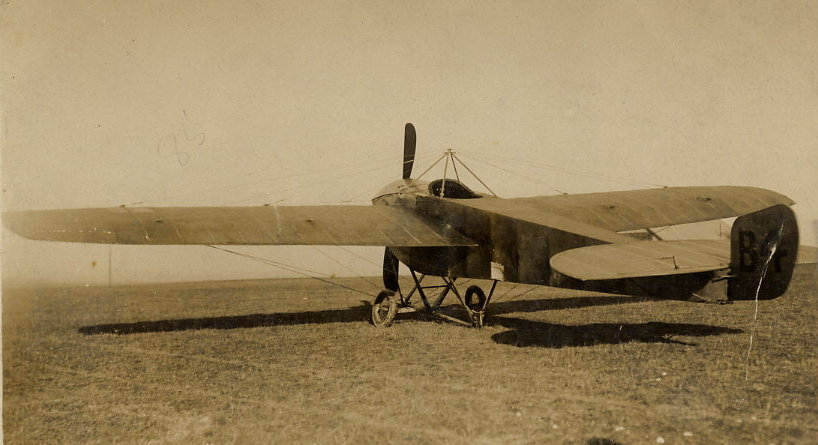
Nieuport IV.G
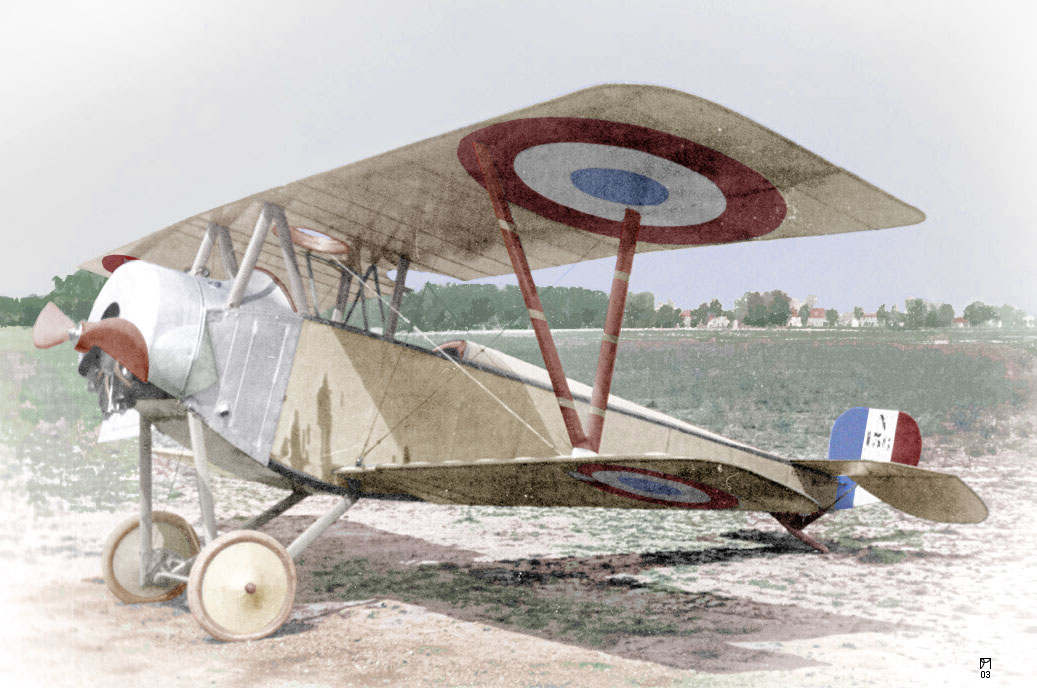
Nieuport 10 C.1
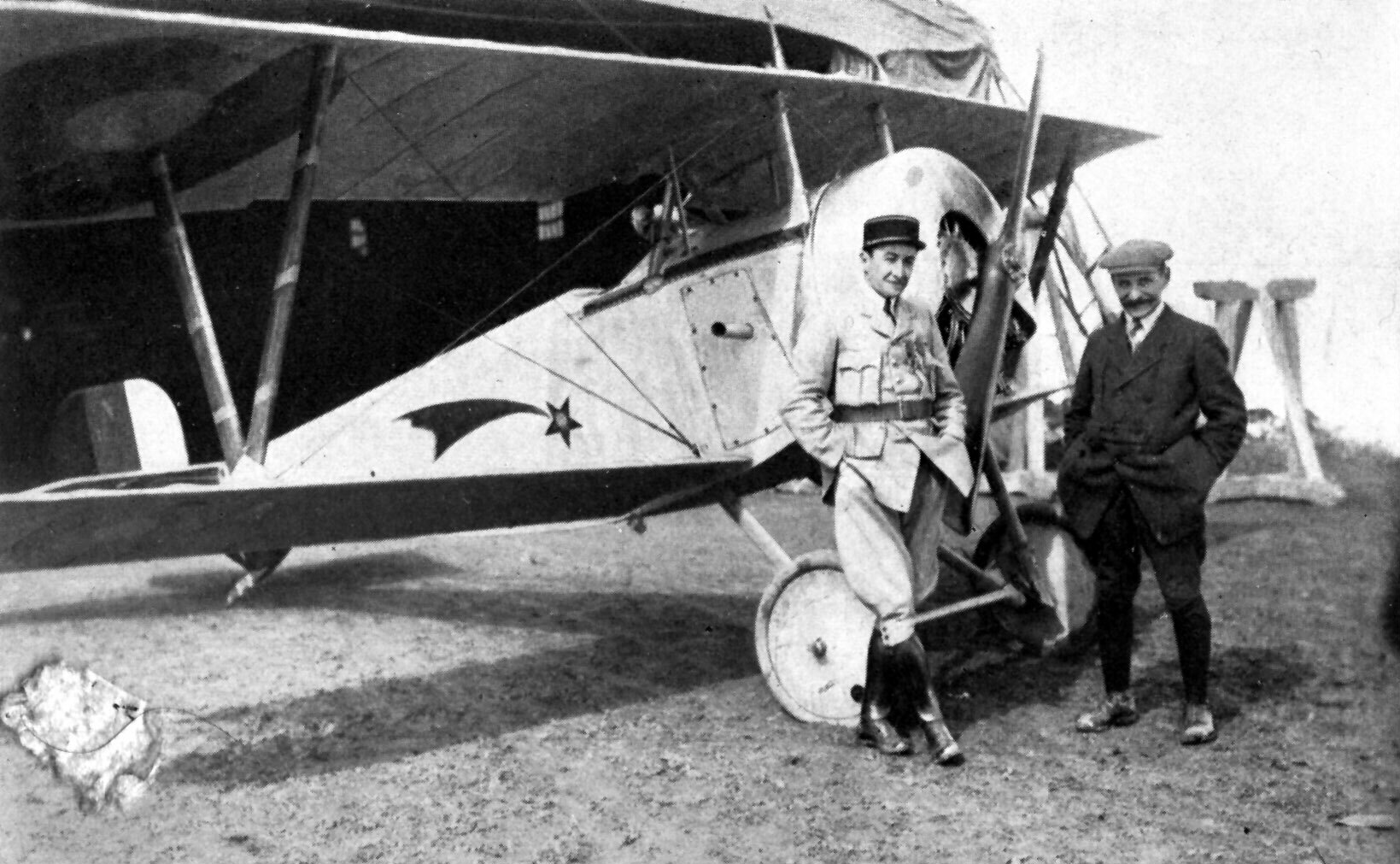
Nieuport 11 C.1
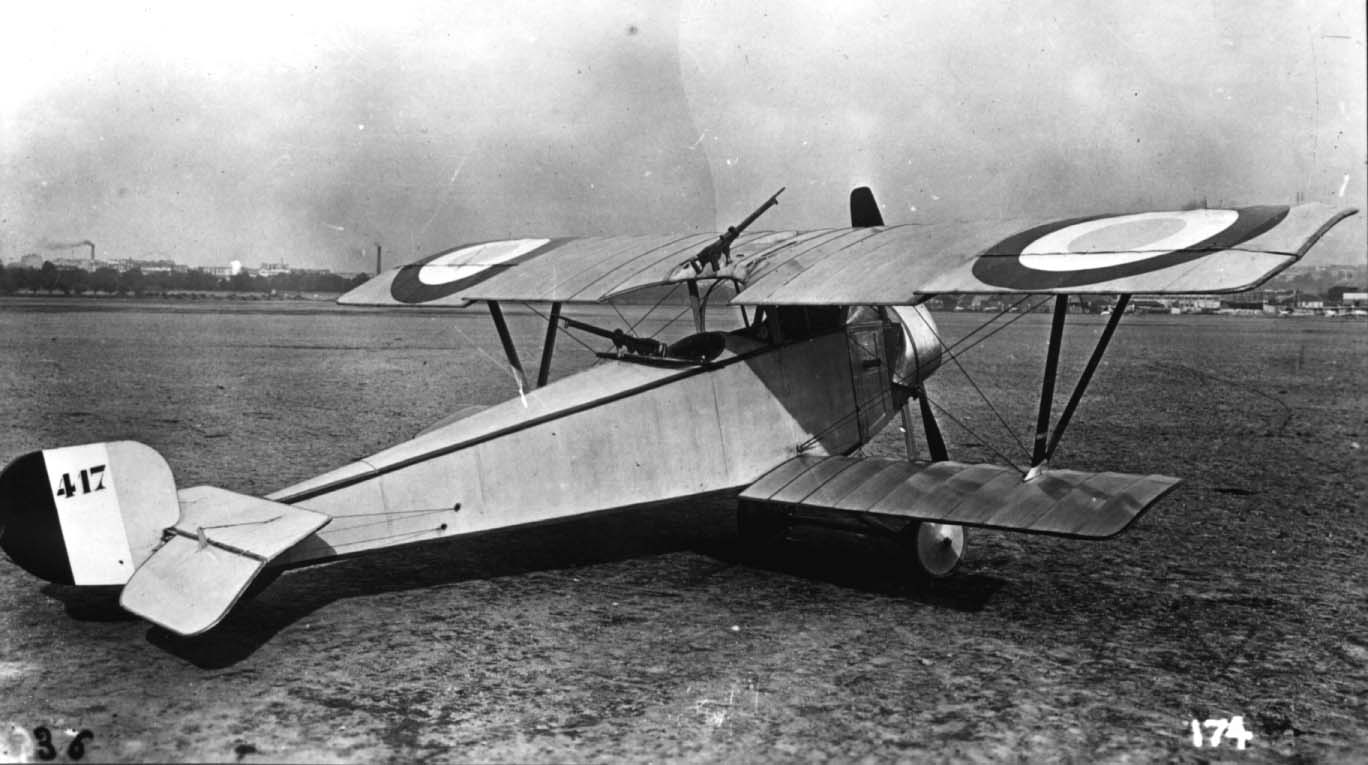
Nieuport 12 A.2 Прототип
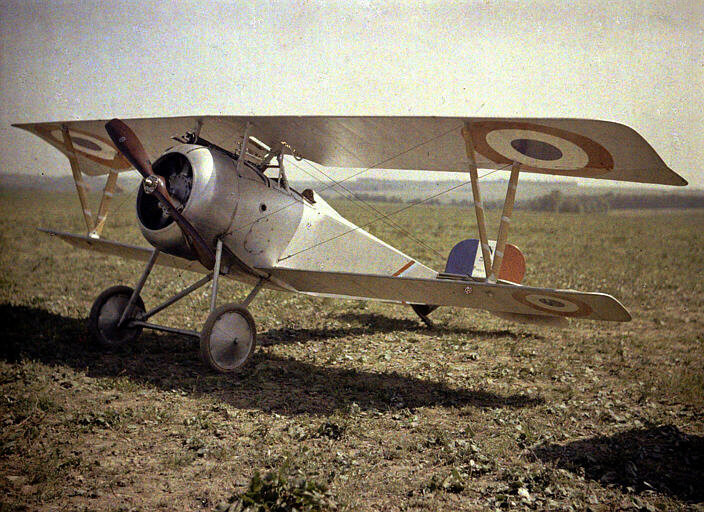
Nieuport 17 C.1
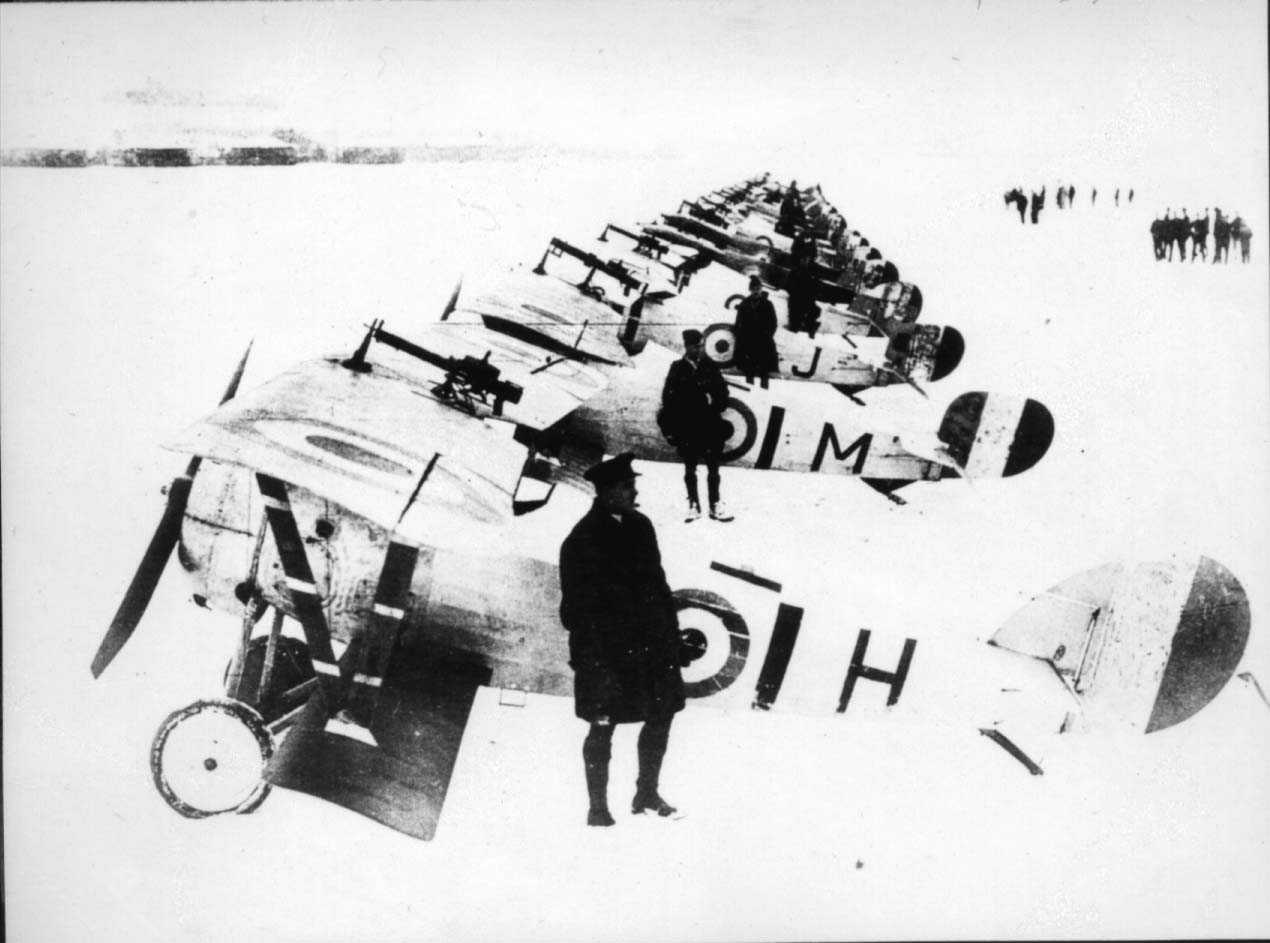
Nieuport 27 C.1, на передньому плані Nieuport 24bis C.1
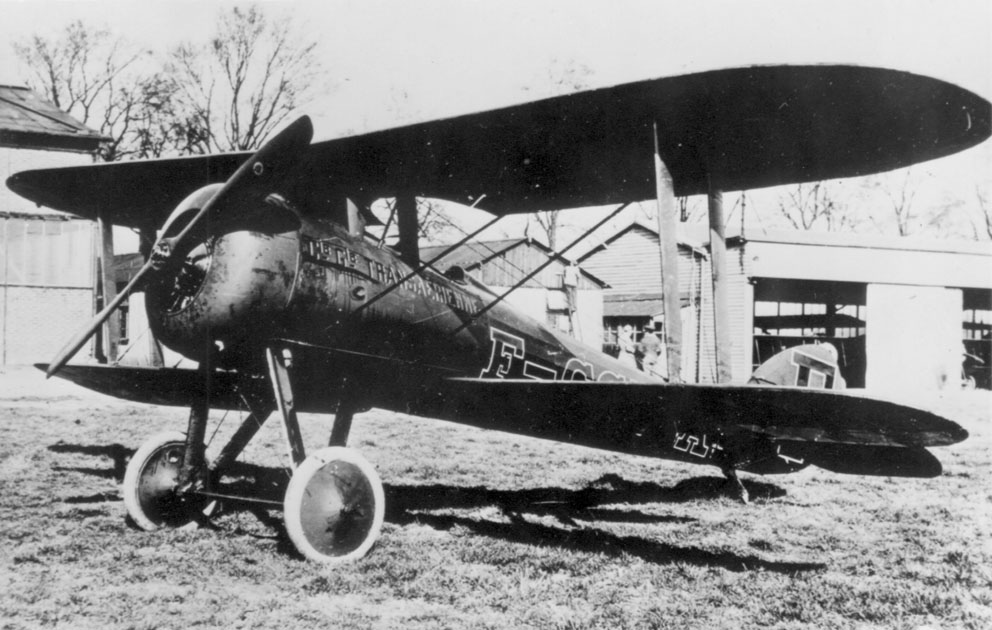
Nieuport 28 C.1
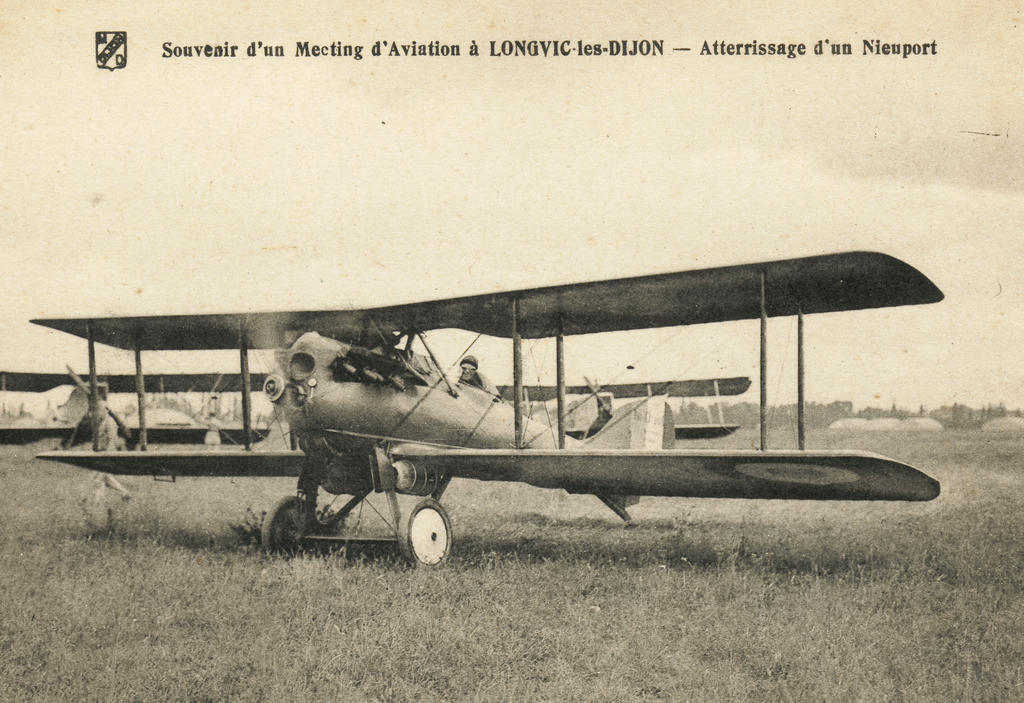
Nieuport-Delage 29 C.1
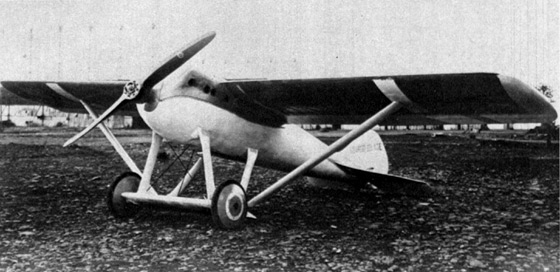
Nieuport 31
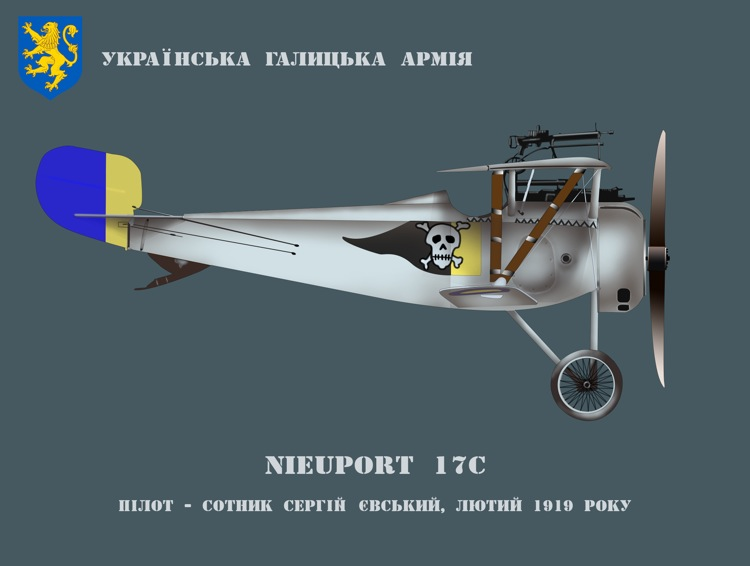
Nieuport 17c УГА